# 62. Międzynarodowy Festiwal Filmowy w Wenecji
62. Międzynarodowy Festiwal Filmowy w Wenecji odbył się w dniach 31 sierpnia − 10 września 2005 roku. Imprezę otworzył pokaz hongkońskiego filmu Siedem mieczy w reżyserii Tsui Harka. W konkursie głównym zaprezentowano 20 filmów pochodzących z 10 różnych krajów.
Jury pod przewodnictwem włoskiego scenografa Dante Ferrettiego przyznało nagrodę główną festiwalu, Złotego Lwa, amerykańskiemu filmowi Tajemnica Brokeback Mountain w reżyserii Anga Lee. Drugą nagrodę w konkursie głównym, Nagrodę Specjalną Jury, przyznano amerykańskiemu filmowi Maria w reżyserii Abla Ferrary.
Honorowego Złotego Lwa za całokształt twórczości odebrali japoński twórca filmów animowanych Hayao Miyazaki i włoska aktorka Stefania Sandrelli. Galę otwarcia i zamknięcia festiwalu prowadziła hiszpańska aktorka Inés Sastre.

## Członkowie jury

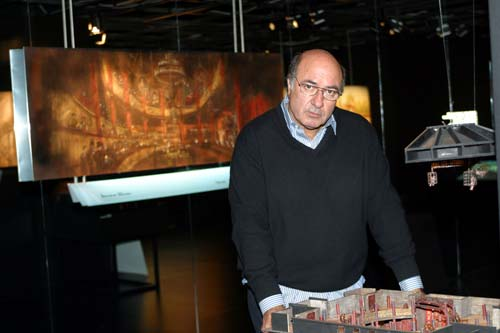
Przewodniczący jury konkursu głównego Dante Ferretti.

### Konkurs główny
- Dante Ferretti, włoski scenograf filmowy − przewodniczący jury[8][9]
- Ah Cheng, chiński pisarz i scenarzysta
- Claire Denis, francuska reżyserka
- Amos Gitaj, izraelski reżyser
- Edgar Reitz, niemiecki reżyser
- Emilíana Torrini, islandzka piosenkarka
- Christine Vachon, amerykańska producentka filmowa

### Sekcja „Horyzonty”
- Mimmo Rotella, włoski artysta wizualny − przewodniczący jury
- Isabel Coixet, hiszpańska reżyserka
- Jean-Michel Frodon, francuski krytyk filmowy
- Valerio Mastandrea, włoski aktor
- Shin’ya Tsukamoto, japoński reżyser

### Nagroda im. Luigiego De Laurentiisa
- Guy Maddin, kanadyjski reżyser − przewodniczący jury
- Peter Cowie, brytyjski historyk filmu
- Isabella Ferrari, włoska aktorka
- Ismaël Ferroukhi, marokański reżyser
- Renata Litwinowa, rosyjska aktorka i reżyserka

## Selekcja oficjalna

### Otwarcie i zamknięcie festiwalu
|             | Tytuł         | Reżyseria  | Kraj produkcji |
| ----------- | ------------- | ---------- | -------------- |
| Otwierający | Siedem mieczy | Tsui Hark  | Hongkong       |
| Zamykający  | Perhaps Love  | Peter Chan | Hongkong       |

### Konkurs główny
Następujące filmy zostały wyselekcjonowane do udziału w konkursie głównym o Złotego Lwa:
| Tytuł polski                 | Tytuł oryginalny                    | Reżyseria               | Kraj produkcji    |
| ---------------------------- | ----------------------------------- | ----------------------- | ----------------- |
| Zwyczajni kochankowie        | Les amants réguliers                | Philippe Garrel         | Francja           |
| Bestia w sercu               | La bestia nel cuore                 | Cristina Comencini      | Włochy            |
| Tajemnica Brokeback Mountain | Brokeback Mountain                  | Ang Lee                 | Stany Zjednoczone |
| Nieustraszeni bracia Grimm   | The Brothers Grimm                  | Terry Gilliam           | Wielka Brytania   |
| Wiekopomny żal               | 長恨歌 Chang hen ge                 | Stanley Kwan            | Hongkong          |
| Pani Zemsta                  | 친절한 금자씨 Chinjeolhan geumjassi | Park Chan-wook          | Korea Południowa  |
| Wierny ogrodnik              | The Constant Gardener               | Fernando Meirelles      | Wielka Brytania   |
| Magiczne zwierciadło         | Espelho Mágico                      | Manoel de Oliveira      | Portugalia        |
| Fatalista                    | O Fatalista                         | João Botelho            | Portugalia        |
| Gabrielle                    | Gabrielle                           | Patrice Chéreau         | Francja           |
| Garpastum                    | Гарпастум Garpastum                 | Aleksiej German młodszy | Rosja             |
| Czas porzucenia              | I giorni dell’abbandono             | Roberto Faenza          | Włochy            |
| Good Night and Good Luck     | Good Night, and Good Luck           | George Clooney          | Stany Zjednoczone |
| Maria                        | Mary                                | Abel Ferrara            | Stany Zjednoczone |
| Persona non grata            | Persona non grata                   | Krzysztof Zanussi       | Polska            |
| Dowód                        | Proof                               | John Madden             | Stany Zjednoczone |
| Romanse i papierosy          | Romance & Cigarettes                | John Turturro           | Stany Zjednoczone |
| Druga noc poślubna           | La seconda notte di nozze           | Pupi Avati              | Włochy            |
| Takeshis’                    | Takeshis’                           | Takeshi Kitano          | Japonia           |
| Na południe                  | Vers le sud                         | Laurent Cantet          | Francja           |

### Pokazy pozakonkursowe
Następujące filmy zostały wyświetlone na festiwalu w ramach pokazów pozakonkursowych:
| Tytuł polski                       | Tytuł oryginalny                                                                         | Reżyseria | Kraj produkcji    |
| ---------------------------------- | ---------------------------------------------------------------------------------------- | --- | ----------------- |
| Wszystkie niewidzialne dzieci      | All the Invisible Children                                                               | Mehdi Charef, Emir Kusturica, Spike Lee, Kátia Lund, Jordan Scott, Ridley Scott, Stefano Veneruso i John Woo | Włochy            |
| Kulisy sławy                       | Backstage                                                                                | Emmanuelle Bercot                                                                                            | Francja           |
| Bańka                              | Bubble                                                                                   | Steven Soderbergh                                                                                            | Stany Zjednoczone |
| Casanova                           | Casanova                                                                                 | Lasse Hallström                                                                                              | Stany Zjednoczone |
| Człowiek ringu                     | Cinderella Man                                                                           | Ron Howard                                                                                                   | Stany Zjednoczone |
| Gnijąca panna młoda                | Corpse Bride                                                                             | Tim Burton i Mike Johnson                                                                                    | Stany Zjednoczone |
| Zejście                            | The Descent                                                                              | Neil Marshall                                                                                                | Wielka Brytania   |
| Pechowy poker                      | Edmond                                                                                   | Stuart Gordon                                                                                                | Stany Zjednoczone |
| Elizabethtown                      | Elizabethtown                                                                            | Cameron Crowe                                                                                                | Stany Zjednoczone |
| Egzorcyzmy Emily Rose              | The Exorcism of Emily Rose                                                               | Scott Derrickson                                                                                             | Stany Zjednoczone |
| Final Fantasy VII: Advent Children | ファイナルファンタジーVII アドベントチルドレン Fainaru fantajî sebun adobento chirudoren | Tetsuya Nomura                                                                                               | Japonia           |
| The Fine Art of Love: Mine Ha-Ha   | The Fine Art of Love: Mine Ha-Ha                                                         | John Irvin                                                                                                   | Wielka Brytania   |
| Czterej bracia                     | Four Brothers                                                                            | John Singleton                                                                                               | Stany Zjednoczone |
| Delikatna                          | Frágiles                                                                                 | Jaume Balagueró                                                                                              | Hiszpania         |
| Perfumy kobiety w czerni           | Le parfum de la dame en noir                                                             | Bruno Podalydes                                                                                              | Francja           |
| Siedem mieczy                      | 七劍 Qi jian                                                                             | Tsui Hark | Hongkong          |
| Perhaps Love                       | 如果·愛 Ru guo · Ai                                                                      | Peter Chan                                                                                                   | Hongkong          |
| Initial D                          | 頭文字D Tau man ji D                                                                     | Andrew Lau i Alan Mak                                                                                        | Hongkong          |
| Wielka wojna goblinów              | 妖怪大戦争 Yôkai daisensô                                                                | Takashi Miike                                                                                                | Japonia           |

### Sekcja „Horyzonty”
Następujące filmy zostały wyświetlone na festiwalu w ramach sekcji „Horyzonty”:

#### Filmy fabularne
| Tytuł polski             | Tytuł oryginalny                 | Reżyseria             | Kraj produkcji    |
| ------------------------ | -------------------------------- | --------------------- | ----------------- |
| Prognoza suszy           | Árido Movie                      | Lírio Ferreira        | Brazylia          |
| Carmen                   | Carmen                           | Jean-Pierre Limosin   | Francja           |
| Drawing Restraint 9      | Drawing Restraint 9              | Matthew Barney        | Stany Zjednoczone |
| Wszystko jest iluminacją | Everything Is Illuminated        | Liev Schreiber        | Stany Zjednoczone |
| Wstyd                    | 红颜 Hong yan                    | Li Yu                 | Chiny             |
| Musikanten               | Musikanten                       | Franco Battiato       | Włochy            |
| Pierwsi na Księżycu      | Первые на Луне Pierwyje na Łunie | Aleksiej Fiedorczenko | Rosja             |
| Teksas                   | Texas                            | Fausto Paravidino     | Włochy            |
| Odległa błękitna planeta | The Wild Blue Yonder             | Werner Herzog         | Niemcy            |
| Stale w ruchu            | 無窮動 Wu qiong dong             | Ning Ying             | Chiny             |
| W drodze                 | Yolda - Rüzgar geri getirirse    | Erden Kıral           | Turcja            |

#### Filmy dokumentalne
| Tytuł polski                 | Tytuł oryginalny                              | Reżyseria                   | Kraj produkcji |
| ---------------------------- | --------------------------------------------- | --------------------------- | -------------- |
| Ludzka godność               | La dignidad de los nadies                     | Fernando Solanas            | Argentyna      |
| Na wschód od raju            | East of Paradise                              | Lech Kowalski               | Francja        |
| Wielka cisza                 | Die große Stille                              | Philip Gröning              | Niemcy         |
| Veruschka – życie dla kamery | Veruschka – Die Inszenierung (m)eines Körpers | Bernd Böhm i Paul Morrissey | Niemcy         |
| Wokalne paralele             | Вокальные параллели Vokaldy paralelder        | Rustam Chamdamow            | Kazachstan     |
| Śmierć człowieka pracy       | Workingman’s Death                            | Michael Glawogger           | Austria        |

## Laureaci nagród

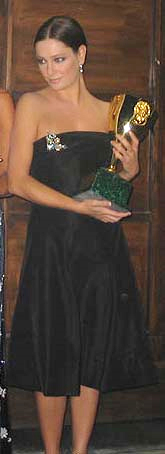
Giovanna Mezzogiorno, laureatka Pucharu Volpiego dla najlepszej aktorki.

### Konkurs główny
Złoty Lew
- Tajemnica Brokeback Mountain, reż. Ang Lee

Nagroda Specjalna Jury
- Maria, reż. Abel Ferrara

Srebrny Lew dla najlepszego reżysera
- Philippe Garrel − Zwyczajni kochankowie

Puchar Volpiego dla najlepszej aktorki
- Giovanna Mezzogiorno − Bestia w sercu

Puchar Volpiego dla najlepszego aktora
- David Strathairn − Good Night and Good Luck

Złota Osella za najlepszy scenariusz
- George Clooney i Grant Heslov − Good Night and Good Luck

Złota Osella za wybitne osiągnięcie techniczne
- William Lubtchansky za zdjęcia do filmu Zwyczajni kochankowie

Nagroda im. Marcello Mastroianniego dla początkującego aktora lub aktorki
- Ménothy César − Na południe

Specjalny Lew za dorobek artystyczny
- Isabelle Huppert

### Sekcja „Horyzonty”
Nagroda Główna za najlepszy film fabularny
- Pierwsi na Księżycu, reż. Aleksiej Fiedorczenko

Nagroda Główna za najlepszy film dokumentalny
- Na wschód od raju, reż. Lech Kowalski

### Wybrane pozostałe nagrody
Nagroda im. Luigiego De Laurentiisa za najlepszy debiut reżyserski
- 13 Tzameti, reż. Géla Babluani

Srebrny Lew za najlepszy film krótkometrażowy w sekcji „Corto Cortissimo”
- Xiaozhan, reż. Lin Chien Ping
- Wyróżnienie Specjalne:  Ciemna noc, reż. Leon Prudowski

Nagroda Publiczności w sekcji „Międzynarodowy Tydzień Krytyki”
- Matka natura, reż. Massimo Andrei

Nagroda Label Europa Cinemas dla najlepszego filmu europejskiego
- Młody porucznik, reż. Xavier Beauvois

Nagroda FIPRESCI
- Konkurs główny:  Good Night and Good Luck, reż. George Clooney
- Sekcja „Horyzonty”:  Odległa błękitna planeta, reż. Werner Herzog

Nagroda im. Francesco Pasinettiego (SNGCI – Narodowego Stowarzyszenia Włoskich Krytyków Filmowych)
- Konkurs główny:  Good Night and Good Luck, reż. George Clooney (koprodukcja)
- Sekcja „Horyzonty”:  Teksas, reż. Fausto Paravidino
- Sekcja „Venice Days”:  Elio Petri: Notatki o autorze, reż. Federico Bacci, Nicola Guarneri i Stefano Leone

Nagroda SIGNIS (Międzynarodowej Organizacji Mediów Katolickich)
- Maria, reż. Abel Ferrara

Nagroda CICAE (Międzynarodowej Konfederacji Kin Studyjnych)
- Wstyd, reż. Li Yu

Nagroda UNICEF-u
- Bestia w sercu, reż. Cristina Comencini

Nagroda UNESCO
- La passione di Giosué l’Ebreo, reż. Pasquale Scimeca

Honorowy Złoty Lew za całokształt twórczości
- Hayao Miyazaki
- Stefania Sandrelli